# Maconnachie Rock
Der Maconnachie Rock ist ein Felsvorsprung im westantarktischen Queen Elizabeth Land. Im zu den Schmidt Hills gehörenden Abschnitt der Neptune Range in den Pensacola Mountains ragt er unmittelbar westlich des Mount Hobbs auf.
Das UK Antarctic Place-Names Committee benannte ihn 2010. Namensgeber ist der Alan Maconnachie vom British Antarctic Survey, der in den 1980er Jahren in den Pensacola Mountains und auf der Antarktischen Halbinsel tätig war.